# Lijst van soldaatjes in Nederland
Dit is een lijst van soldaatjes (Cantharidae) in Nederland. De lijst is gebaseerd op het Nederlands Soortenregister en telt 50 inheemse of gevestigde soorten die in het wild zijn aangetroffen.

## OnderfamilieCantharinae
- Ancistronycha violacea
- Cantharis cryptica
- Cantharis decipiens
- Cantharis figurata
- Cantharis flavilabris
- Cantharis fusca – Donker soldaatje
- Cantharis lateralis
- Cantharis livida – Geel soldaatje
- Cantharis nigra
- Cantharis nigricans – Gestreepte weekkever
- Cantharis obscura
- Cantharis pallida
- Cantharis paludosa
- Cantharis paradoxa
- Cantharis pellucida
- Cantharis pulicaria
- Cantharis rufa
- Cantharis rustica – Zwart soldaatje
- Metacantharis discoidea
- Podabrus alpinus
- Podistra rufotestacea
- Rhagonycha atra
- Rhagonycha elongata
- Rhagonycha fulva – Rode weekschildkever
- Rhagonycha gallica
- Rhagonycha lignosa
- Rhagonycha lutea
- Rhagonycha nigriventris
- Rhagonycha testacea
- Rhagonycha translucida

## OnderfamilieMalthinae
- Malthinus balteatus
- Malthinus facialis
- Malthinus fasciatus
- Malthinus flaveolus
- Malthinus glabellus
- Malthinus seriepunctatus
- Malthodes debilis
- Malthodes dispar
- Malthodes europaeus
- Malthodes fibulatus
- Malthodes flavoguttatus
- Malthodes fuscus
- Malthodes lobatus
- Malthodes marginatus (Gerande weekkever)
- Malthodes minimus
- Malthodes misellus
- Malthodes mysticus
- Malthodes pumilus
- Malthodes spathifer

## OnderfamilieSilinae
- Silis ruficollis (Moerasweekschildkever)

bastaardsnuitkevers · beenderknagers · bladkevers · bladsprietkevers · boksnuittorren · boktorren · kniptorren · loopkevers · (echte) mestkevers · sigarenmakers · snuitkevers · soldaatjes · spitsmuisjes · vliegende herten · totaaloverzicht